# 广西冷水花
广西冷水花（学名：Pilea microcardia）是荨麻科冷水花属的植物，为中国的特有植物。分布在中国大陆的广西等地，生长于海拔330米的地区，一般生于阳坡悬岩上，目前尚未由人工引种栽培。